# Иокогама (футбольный клуб)
«Иокогама» (яп. 横浜FC Ёкохама Эфу Си:, от английского Yokohama Football Club) — японский футбольный клуб из одноименного города. Клуб основан фанатами футбольного клуба Иокогама Флюгельс, несогласными с объединением их команды и Иокогама Маринос в 1999, став первым в истории профессиональным футбольным клубом управляемым фанатским движением. Домашние матчи проводит на стадионе Ниппацу Мицудзава.

## История
Со времени своего вступления в Джей-лигу в 2001 году все сезоны, за исключением одного, команда провела в Джей-лиге 2. В 2006 году команда заняла 1-е место в Джей-лиге 2 и попала в высшую лигу. Свой единственный сезон в Первом дивизионе Джей-лиги команда закончила на последнем месте, набрав в 34 матчах лишь 16 очков.
Заняв 2-е место в Джей-лиге 2 сезона 2019 вновь получили право на повышение в классе.

## Достижения
- Японская футбольная лига
  - Чемпионы: 1999, 2000
- Второй дивизион Джей-лиги
  - Чемпионы: 2006
  - Повышение в J.League1: 2019, 2022

## Футбольная форма 2001 - н.в.
| FP 1st      | FP 1st      | FP 1st      | FP 1st      | FP 1st      |
| ----------- | ----------- | ----------- | ----------- | ----------- |
| 2001        | 2002        | 2003 - 2004 | 2005 - 2006 | 2007 - 2008 |
| 2009 - 2010 | 2011 - 2012 | 2013        | 2014        | 2015        |
| 2016        | 2017        | 2018        | 2019        | 2020        |
| 2021        | 2022        | 2023 -      |             |             |
|             |             |             |             |             |

| FP 2nd      | FP 2nd      | FP 2nd      | FP 2nd      | FP 2nd      |
| ----------- | ----------- | ----------- | ----------- | ----------- |
| 2001        | 2002        | 2003 - 2004 | 2005 - 2006 | 2007 - 2008 |
| 2009 - 2010 | 2011 - 2012 | 2013        | 2014        | 2015        |
| 2016        | 2017        | 2018        | 2019        | 2020        |
| 2021        | 2022        | 2023 -      |             |             |
|             |             |             |             |             |